# Banana split
Pour les articles homonymes, voir Banana, Split (homonymie) et Banana split (homonymie).
Un banana split (anglicisme, banane coupée, en anglais) est une recette traditionnelle de dessert glacé de la cuisine des États-Unis, à base de banane coupée en deux en longueur, recouverte de trois boules de crème glacée, nappées de chocolat fondant chaud et de crème chantilly,.

## Histoire
Plusieurs commerçants-restaurateurs américains revendiquent la création de cette variante de sundae ou de tranche napolitaine à la banane, au début des années 1900 aux États-Unis,. Selon certaines sources, il aurait été inventé en 1904 par David Strickler, un jeune employé de 23 ans de la pharmacie Tassel, à Latrobe en Pennsylvanie.

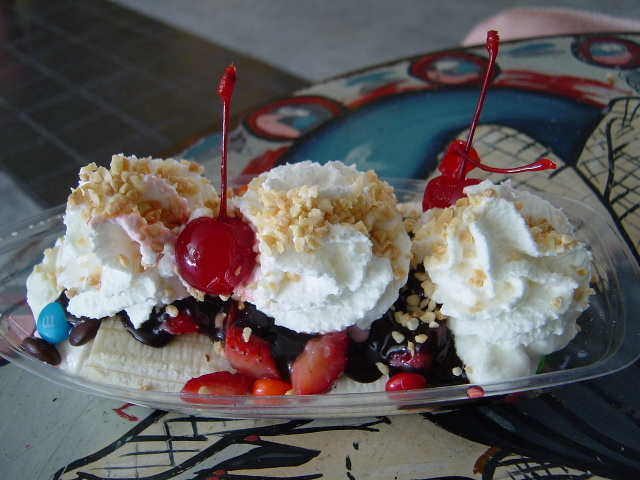
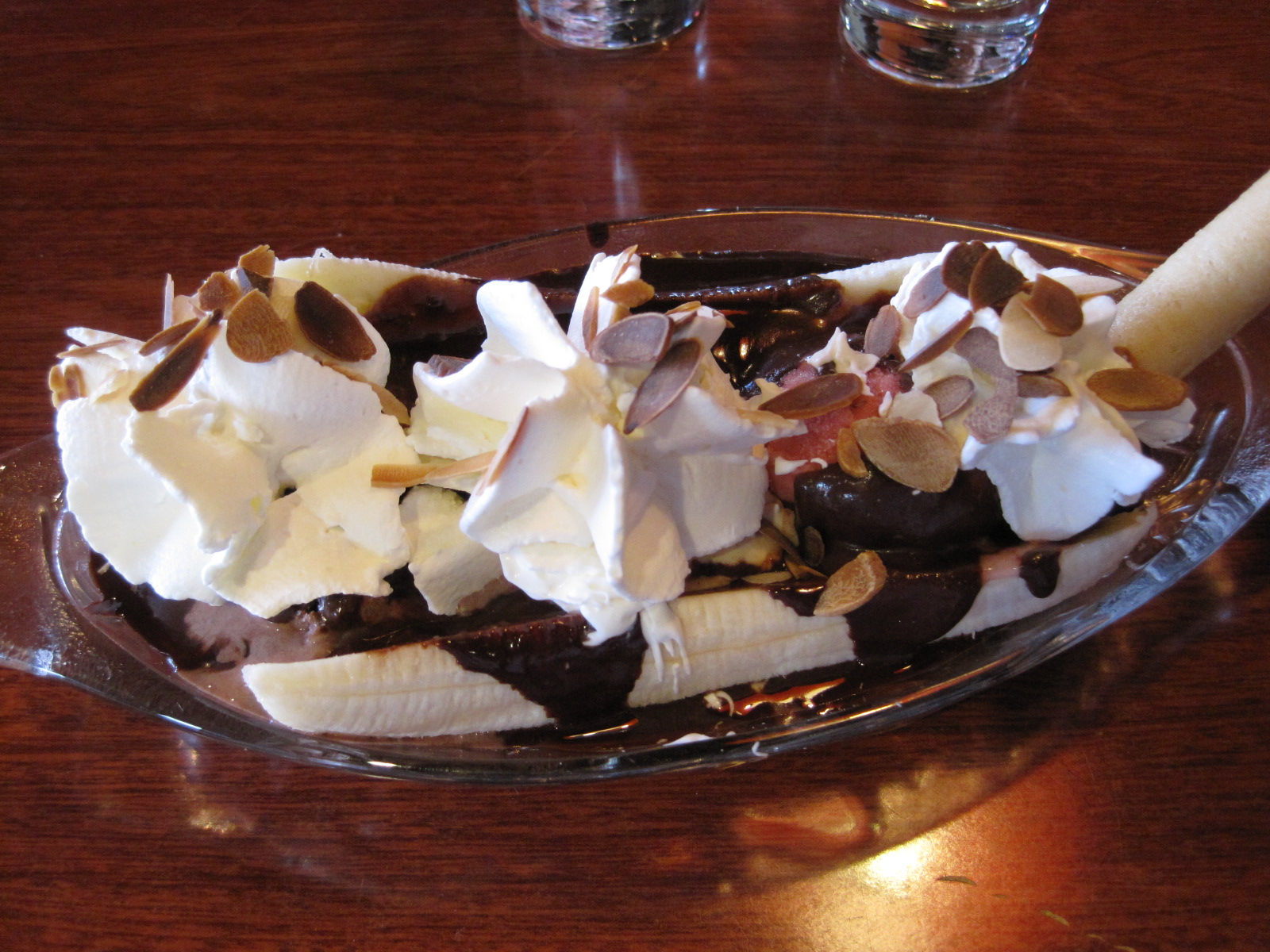
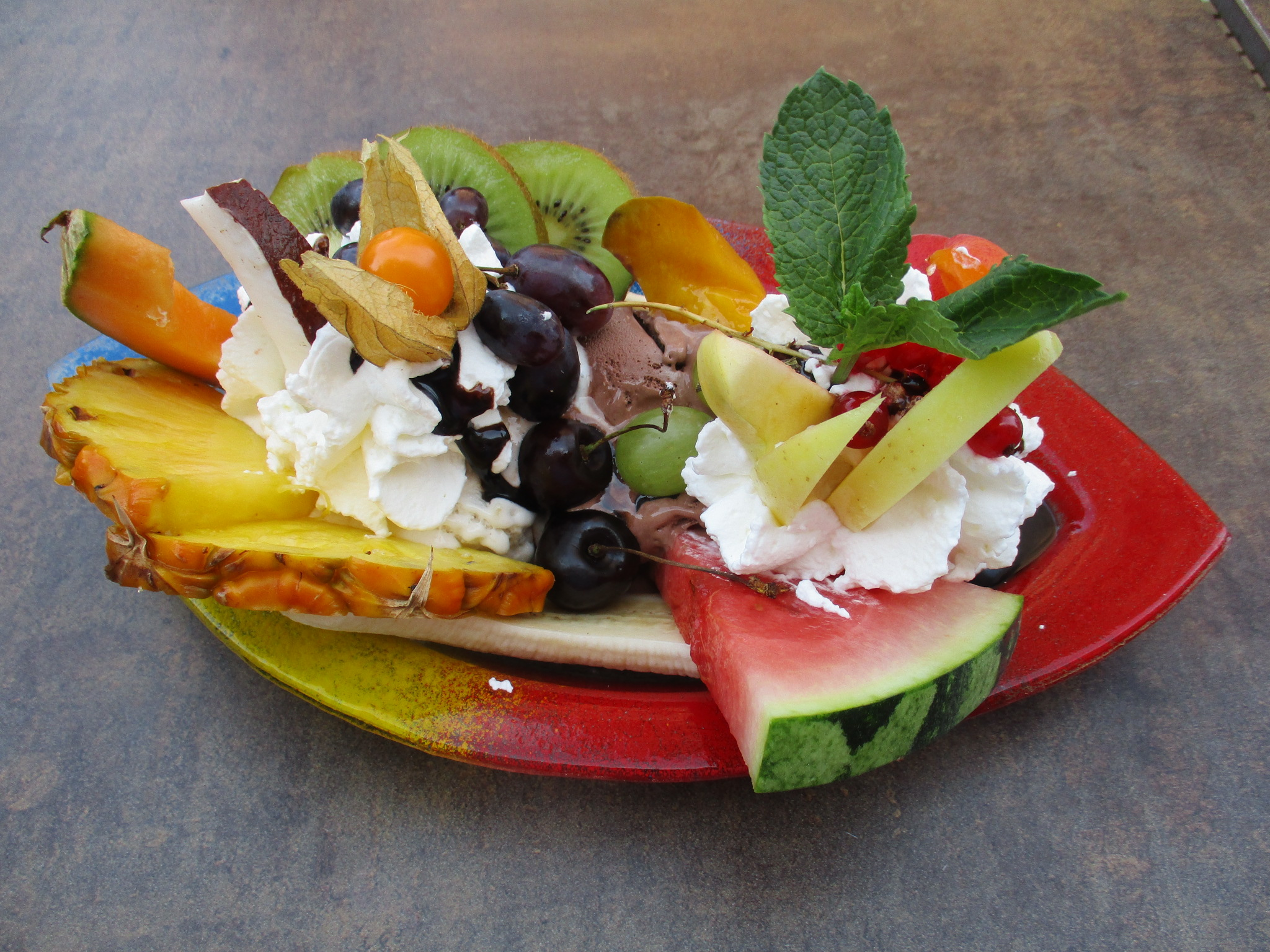

Cette recette est depuis déclinée en diverses variantes dans le monde,, :
- États-Unis : caramel fondu sur la boule vanille, coulis de fraise sur la boule chocolat, et sauce chocolat sur la boule fraise.
- France : boules de vanille, chocolat, et fraise, nappées de chocolat et chantilly
- Pays germaniques, Suisse, et Belgique : trois boules vanille, nappées de chocolat et chantilly.

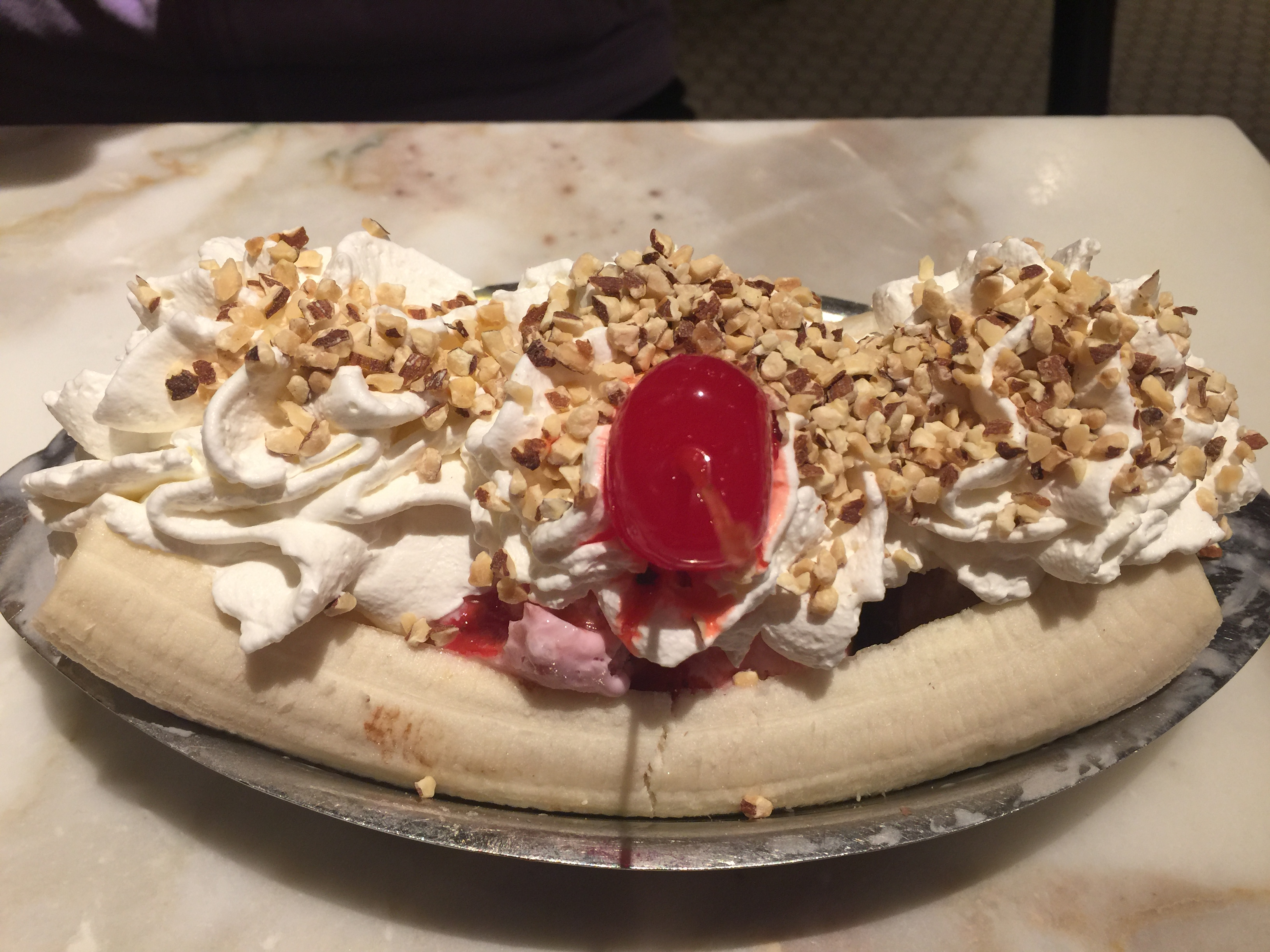
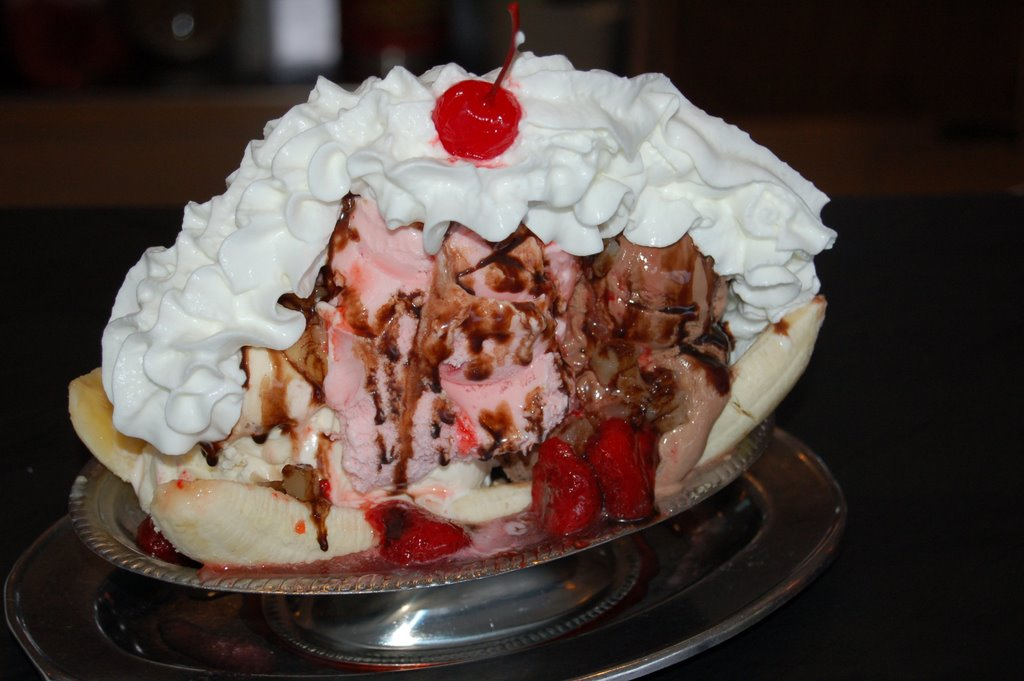

Le banana split peut également être amélioré, avec une banane caramélisée, nappé entre autres de morceaux de fruits ou fruits rouges, de sirop d'érable ou d'ananas, de confiture de lait, d'amandes effilées grillées, de copeaux ou de vermicelles en chocolat, de morceaux de noix de pécan, cacahuète, ou pistache concassées, de sucre glace, et d'une cerise au marasquin (ou fruit confit)...

## Quelques variantes
- Crème glacée
- Gelato
- Sundae
- Milk-shake
- Plombières
- Yaourt glacé
- Pêche Melba
- Café liégeois
- Bombe glacée
- Dame blanche
- Cornet à glace
- Glace à la vanille
- Glace à l'italienne
- Poire Belle-Hélène
- Tranche napolitaine

## Musique
- 1956 : Banana Split for My Baby, chanson de jazz de Louis Prima[8].
- 1979 : Le Banana split, première chanson tube de Lio[9].

## Cinéma
- 1943 : Banana Split, film musical de Busby Berkeley.